# Disjointed
Disjointed is een Amerikaanse komedieserie bedacht door Chuck Lorre en David Javerbaum. De serie verscheen in 2017/2018 op Netflix en bestaat uit 20 afleveringen. Hoofdrolspeelster is Kathy Bates. Chuck Lorre is bekend van onder andere Two and a Half Men, The Big Bang Theory en Mike & Molly.

## Plot
Na decennia marihuana-legaliseringsactivisme heeft Ruth Whitefeather Feldman (Kathy Bates) haar eigen coffeeshop. Ze stelt er haar MBA-gediplomeerde zoon Travis te werk, de Aziatische geneeskunde drop-out Jenny, de Irak-veteraan Carter, Pete de in een hippie-commune opgegroeide kweker en Olivia die een coffeeshop verkiest boven echt werk.
De serie steekt de draak met gevoelige onderwerpen als druggebruik, racisme, feminisme en gender. Critici op Rotten Tomatoes reageerden negatief op de serie. De waardering door het kijkerspubliek is echter hoger en de serie haalt meer dan 80% goedkeuring.

## Rolverdeling
- Kathy Bates - Ruth Whitefeather Feldman
- Aaron Moten - Travis
- Elizabeth Alderfer - Olivia
- Tone Bell - Carter
- Elizabeth Ho - Jenny
- Dougie Baldwin - Pete
- Betsy Sodaro - Dabby
- Chris Redd - Dank
- Nicole Sullivan - Maria
- Michael Trucco - Tae Kwon Doug